# Nederland op de Olympische Zomerspelen 1980

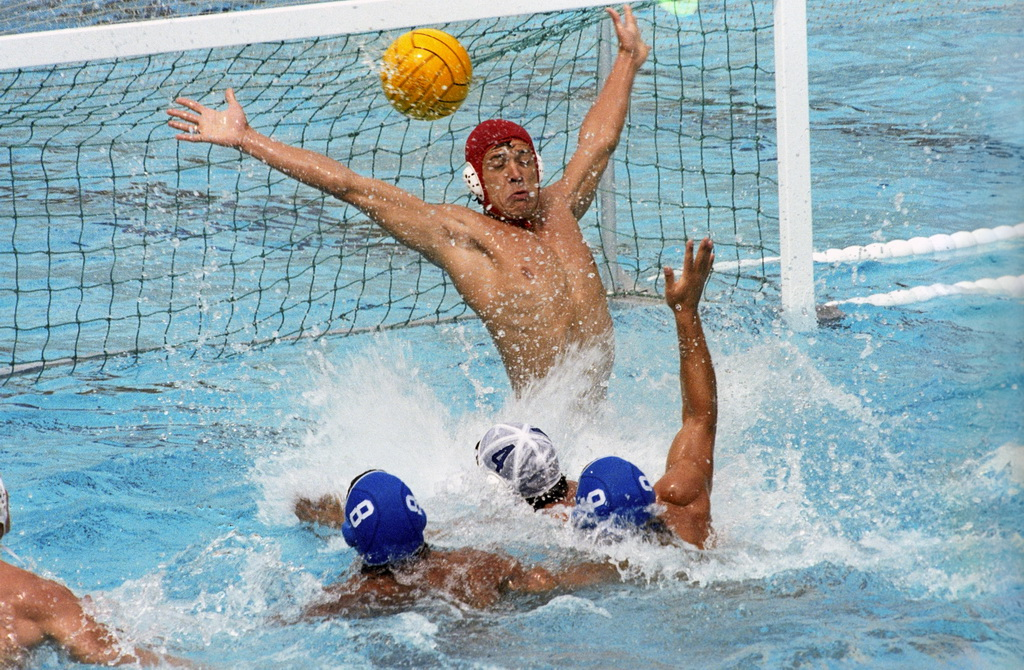
De waterpolowedstrijd tussen Nederland en Hongarije op de Olympische Zomerspelen 1980.

Nederland nam deel aan de Olympische Zomerspelen 1980 in Moskou, Sovjet-Unie. Nederland deed slechts gedeeltelijk mee aan de door de Amerikanen geleide boycot vanwege de inval in Afghanistan. Nederlandse atleten boycotten de openingsceremonie en bij de medailleuitreikingen werd de Olympische vlag in plaats van de nationale vlag gebruikt. De Nederlandse regering wilde dat het Nederlands Olympisch Comité het toernooi volledig zou boycotten. Het NOC heeft dit niet gedaan omdat zij na de Nederlandse boycot van de Spelen in 1956 van mening waren dat sportboycots tot niets zouden leiden en dat het alleen maar de eigen topsporters zou frustreren. De afzonderlijke sportbonden mochten zelf bepalen of ze zouden meedoen. De hockeybond, turnbond en de ruiterbond besloten niet te gaan.

## Medailles
| Sport    | Olympiër                                                       | Discipline       | Medaille |
| -------- | -------------------------------------------------------------- | ---------------- | -------- |
| Atletiek | Gerard Nijboer                                                 | marathon (m)     | Zilver   |
| Judo     | Henk Numan                                                     | tot 95 kg (m)    | Brons    |
| Zwemmen  | Conny van Bentum Reggie de Jong Annelies Maas Wilma van Velsen | 4x100 m vrij (v) | Brons    |

## Overzicht per sport
| Sport        | Deelnemers | Goud | Zilver | Brons | Totaal |
| ------------ | ---------- | ---- | ------ | ----- | ------ |
| Atletiek     | 9          |      | 1      |       | 1      |
| Boogschieten | 2          |      |        |       | '      |
| Judo         | 2          |      |        | 1     | 1      |
| Kanovaren    | 6          |      |        |       | '      |
| Roeien       | 10         |      |        |       | '      |
| Schietsport  | 4          |      |        |       | '      |
| Waterpolo    | 11         |      |        |       | '      |
| Wielrennen   | 7          |      |        |       | '      |
| Zeilen       | 12         |      |        |       | '      |
| Zwemmen      | 12         |      |        | 1     | 1      |
| Totaal       | 75         | 0    | 1      | 2     | 3      |

## Resultaten per onderdeel

### Atletiek
| Olympiër                                                       | Discipline           | Resultaat   | Prestatie |
| -------------------------------------------------------------- | -------------------- | ----------- | --- |
| Mario Westbroek                                                | 100m (m)             | serie       | serie 3: 10,91 (6e tijd) |
| Henk Brouwer                                                   | 200m (m)             | serie       | serie 7: 21,96 (6e tijd) |
| Marcel Klarenbeek                                              | 400m (m)             | kwartfinale | serie 8: 47,67 (3e tijd) kwartfinale 46,81 (8e tijd)                                                                                                |
| Harry Schulting                                                | 400m (m)             | serie       | serie 6: 48,53 (5e tijd) |
| Harry Schulting                                                | 400m horden (m)      | 10e         | serie 3: 50,01 (1e tijd) halve finale 1: 50,61 (4e tijd)                                                                                            |
| Gerard Tebroke                                                 | 10.000m (m)          | 14e         | serie 2: 29.05,0 (6e tijd) finale: 28.50,08 |
| Henk Brouwer Mario Westbroek Marcel Klarenbeek Harry Schulting | 4x400m estafette (m) | 11e         | serie 2:3.06,0 (5e tijd) |
| Gerard Nijboer                                                 | marathon (m)         | Zilver      | 2.11,20 |
| Cor Vriend                                                     | marathon (m)         | 41e         | 2.26,41 |
|                                                                |                      |             | |
| Els Vader                                                      | 100m (v)             | kwartfinale | serie 3: 11,61 (4e tijd) kwartfinale 3: niet gestart                                                                                                |
| Els Vader                                                      | 200m (v)             | 16e         | kwartfinale 1: 23,67 (5e tijd) halve finale 2: 23,44 (8e tijd)                                                                                      |
| Sylvia Barlag                                                  | vijfkamp (v)         | 10e         | 841 punten 100m 14,20 708 punten Kogelstoten 11,82m 1031 punten hoogspringen 1,80m 917 punten verspringen 6,05m 836 punten 800m 2.16,40 4333 punten |

### Boogschieten
| Olympiër       | Discipline      | Resultaat | Prestatie   |
| -------------- | --------------- | --------- | ----------- |
| Tiny Reniers   | individueel (m) | 8e        | 2418 punten |
|                |                 |           |             |
| Carry van Gool | individueel (v) | 6e        | 2382 punten |

### Judo
| Olympiër      | Discipline      | Resultaat | Prestatie |
| ------------- | --------------- | --------- | --- |
| Henk Numan    | -95 kg (m)      | Brons     | 1/8F: versloeg Essambo Ewane Kameroen KF: versloeg Mark Chittenden Groot-Brittannië HF: verloor van Robert van de Walle België om brons: versloeg István Szepesi Hongarije |
| Peter Adelaar | +95 kg (m)      | 1/8F      | 1/8F: verloor van Vladimír Kocman Tsjecho-Slowakije |
| Peter Adelaar | open klasse (m) | 1/16F     | 1/16F: verloor van Arthur Mapp Groot-Brittannië |

### Kanovaren
| Olympiër                                                      | Discipline    | Resultaat  | Prestatie                                                                                    |
| ------------------------------------------------------------- | ------------- | ---------- | -------------------------------------------------------------------------------------------- |
| Jan Baaijens                                                  | K-1 500m (m)  | 13e        | serie: 1.49,21 (4e tijd) herkansing: 1.49,21 (2e tijd) HF: 1.48,61 (5e tijd)                 |
| Jan Baaijens                                                  | K-1 1000m (m) | 14e        | serie: 4.15,85 (7e tijd) herkansing: 3.52,13 (2e tijd) HF: 4.01,35 (5e tijd)                 |
| Ron Stevens Gert Jan Lebbink                                  | K-2 500m (m)  | herkansing | serie: 1.37,15 (4e tijd) herkansing: 1.41,03 (4e tijd)                                       |
| Ron Stevens Gert Jan Lebbink                                  | K-2 1000m (m) | 7e         | serie: 3.29,74 (4e tijd) herkansing: 3.35,97 (1e tijd) HF: 3.37,30 (3e tijd) finale: 3.33,18 |
| Ron Stevens Gert Jan Lebbink Jan Baaijens Rob van Weerdenburg | K-4 1000m (m) | 12e        | serie: 3.13,62 (4e tijd) HF: 3.16,58 (6e tijd)                                               |
|                                                               |               |            |                                                                                              |
| Ineke Bakker Marijke Kegge                                    | K-2 500m (v)  | 10e        | serie: 1.52,31 (4e tijd) HF: 1.54,36 (4e tijd)                                               |

### Roeien
| Olympiër                                                                   | Discipline                 | Resultaat | Prestatie                                                                          |
| -------------------------------------------------------------------------- | -------------------------- | --------- | ---------------------------------------------------------------------------------- |
| Jeroen Vervoort Rob Robbers Ronald Vervoort Victor Scheffers               | dubbel-vier (m)            | 8e        | serie: 6.28,25 (5e tijd) herkansing: 6.05,19 (3e tijd) B-finale: 6.02,58 (2e tijd) |
|                                                                            |                            |           |                                                                                    |
| Hette Borrias                                                              | skiff (v)                  | -         | serie: 4.25,97 (4e tijd) herkansing: 4.05,39 (5e tijd) C-finale: niet gestart      |
| Ineke Donkervoort Jos Compaan Lily Meeuwisse Greet Hellemans Monique Pronk | dubbel-vier met stuurvrouw | 6e        | serie: 3.25,64 (2e tijd) herkansing 3.22,34 (3e tijd) finale: 3.22,64              |

### Schietsport
| Olympiër              | Discipline                      | Resultaat | Prestatie  |
| --------------------- | ------------------------------- | --------- | ---------- |
| Wibout Jolles         | 25m snelvuurpistool             | 18e       | 589 punten |
| Christiaan van Velzen | kleinkalibergeweer 50 m liggend | 44e       | 588 punten |
| Kees van Ieperen      | skeet (m)                       | 11e       | 194 punten |
| John Pierik           | skeet (m)                       | 11e       | 194 punten |

### Waterpolo
| Olympiër | Discipline | Resultaat | Prestatie |
| --- | ---------- | --------- | --- |
| Stan van Belkum Wouly de Bie Ton Buunk Jan Jaap Korevaar Nico Landeweerd Aad van Mil Ruud Misdorp Dick Nieuwenhuizen Eric Noordegraaf Jan Evert Veer Hans van Zeeland | mannen     | 6e        | voorronde 8-7 Nederland - Griekenland 3-5 Nederland - Hongarije 5-3 Nederland - Roemenië finaleronde 5-6 Nederland - Spanje 7-7 Nederland - Cuba 4-5 Nederland - Joegoslavië 3-7 Nederland - Sovjet-Unie 7-8 Nederland - Hongarije |

### Wielersport
| Olympiër                                                           | Discipline               | Resultaat | Prestatie |
| ------------------------------------------------------------------ | ------------------------ | --------- | --- |
| Lau Veldt                                                          | sprint (m)               | 1/8finale | ronde 1: verloor van Kenrick Tucker Australië herkansing ronde 1: versloeg László Morcz Hongarije ronde 2: verloor van Yavé Cahard Frankrijk herkansing ronde 2: versloeg Benedykt Kocot Polen 1/8F: verloor van Anton Tkáč Tsjecho-Slowakije |
|                                                                    |                          |           | |
| Jacques Hanegraaf                                                  | wegwedstrijd (m)         | 15e       | 4:57.21 (+8.52) |
| Jacques van Meer                                                   | wegwedstrijd (m)         | 33e       | 5:04.08 (+15.39) |
| Adrie van der Poel                                                 | wegwedstrijd (m)         | 7e        | 4:56.55 (+8.26) |
| Peter Winnen                                                       | wegwedstrijd (m)         | 26e       | 4:57.39 (+9.10) |
| Guus Bierings Jacques Hanegraaf Theo Hogervorst Adrie van der Poel | 100km ploegentijdrit (m) | 15e       | 2:10.17,3 |

### Zeilen
| Olympiër                                | Discipline                 | Resultaat | Prestatie |
| --------------------------------------- | -------------------------- | --------- | --- |
| Mark Neeleman                           | Finn-klasse (g)            | 8e        | 10,0 punten (5e) 17,0 punten (11e) 18,0 punten (12e) 13.0 punten (7e) 24,0 punten (18e) 8,0 punten (4e) 10,0 punten (5e) 76,0 punten |
| Henk van Gent Jan Willem van den Hondel | 470-klasse (g)             | 4e        | 16,0 punten (10e) 5,7 punten (3e) 14,0 punten (8e) 13,0 punten (7e) 3,0 punten (2e) 5,7 punten (3e) 8,0 punten (4e) 49,4 punten      |
| Erik Vollebregt Sjoerd Vollebregt       | Flying Dutchman-klasse (g) | 7e        | 14,0 punten (8e) 3,0 punten (2e) 14,0 punten (8e) 5,7 punten (3e) 10,0 punten (5e) 8,0 punten (4e) 54,7 punten                       |
| Willem van Walt Meijer Govert Brasser   | Tornado-klasse (g)         | 5e        | 8,0 punten (4e) 10,0 punten (5e) 0.0 punten (1e) 10,0 punten (5e) 8,0 punten (4e) 11,7 punten (6e) 3,0 punten (2e) 39,0 punten       |
| Boudewijn Binkhorst Kobus Vandenberg    | Star-klasse (g)            | 6e        | 16.0 punten (10e) 3,0 punten (2e) 17,0 punten (11e) 5,7 punten (3e) 16,0 punten (10e) 49,4 punten                                    |
| Geert Bakker Steven Bakker Dick Coster  | Soling-klasse (g)          | 5e        | 3,0 punten (2e) 13,0 punten (7e) 8,0 punten (4e) 10,0 punten (5e) 13,0 punten (7e) 45,0 punten                                       |

### Zwemmen
| Olympiër                                                       | Discipline                 | Resultaat                  | Prestatie                                                              |
| -------------------------------------------------------------- | -------------------------- | -------------------------- | ---------------------------------------------------------------------- |
| Cees Vervoorn                                                  | 100 m vrij (m)             | 15e                        | serie 5: 52,57 (5e tijd) halve finale 2: 52,73 (8e tijd)               |
| Cees Vervoorn                                                  | 100m vlinder (m)           | 4e                         | serie 2: 55,76 (1e tijd) halve finale 2: 55,02 (1e tijd) finale: 55,25 |
| Cees Vervoorn                                                  | 200m vlinder (m)           | 6e                         | serie 2: 2.02,21 (2e tijd) finale: 2.02,52                             |
| Peter Drost                                                    | 200m vrij (m)              | serie                      | serie 2: 1.55,41 (4e tijd)                                             |
| Cees Jan Winkel                                                | 200m vrij (m)              | serie                      | serie 4: 1.56,48 (6e tijd)                                             |
| Fred Eefting                                                   | 100m rug (m)               | 6e                         | serie 3: 58,59 (3e tijd) halve finale 2: 57,91 (2e tijd) finale: 57,95 |
| Fred Eefting                                                   | 200m rug (m)               | 5e                         | serie 1: 2.04,78 (3e tijd) finale: 2.03,92                             |
| Albert Boonstra                                                | 100m school (m)            | serie                      | serie 3: 1.06,47 (4e tijd)                                             |
| Albert Boonstra                                                | 200m school (m)            | serie 1: 2.27,21 (6e tijd) |                                                                        |
| Cees Vervoorn Peter Drost Cees Jan Winkel Fred Eefting         | 4x200 m vrij estafette (m) | 10e                        | serie 1: 7.42,85 (5e tijd)                                             |
| Fred Eefting Albert Boonstra Cees Vervoorn Cees Jan Winkel     | 4x100 m wissel (m)         | 7e                         | serie 2: 3.52,33 (5e tijd) finale: 3.51,81                             |
|                                                                |                            |                            |                                                                        |
| Conny van Bentum                                               | 100 m vrije (v)            | 5e                         | serie 4: 57,51 finale: 57,63                                           |
| Monique Drost                                                  | 100 m vrije (v)            | -                          | serie 4: gediskwalificeerd                                             |
| Reggie de Jong                                                 | 200m vrij (v)              | 5e                         | serie 1: 2.02,66 (1e tijd) finale: 2.02,76                             |
| Reggie de Jong                                                 | 400m vrij (v)              | 7e                         | serie 3: 4.15,07 (3e tijd) finale: 4.15,98                             |
| Reggie de Jong                                                 | 800m vrij (v)              | 11e                        | serie 2: 8.54,49 (6e tijd)                                             |
| Annelies Maas                                                  | 200m vrij (v)              | serie                      | serie 2: 2.04,07 (2e tijd)                                             |
| Annelies Maas                                                  | 400m vrij (v)              | 6e                         | serie 2: 4.13,12 (2e tijd) finale 4.15,79                              |
| Monique Bosga                                                  | 100m rug (v)               | 7e                         | serie 3: 1.04,36 (3e tijd) finale: 1.04,47                             |
| Monique Bosga                                                  | 200 m rug (v)              | serie                      | serie 2: 2.19,21 (5e tijd)                                             |
| Jolanda de Rover                                               | 100m rug (v)               | serie                      | serie 2: 1.04,79 (4e tijd)                                             |
| Jolanda de Rover                                               | 200 rug (v)                | serie                      | serie 3: 2.17,12 (3e tijd)                                             |
| Wilma van Velsen                                               | 100m vlinder (v)           | serie                      | serie 2: 1.03,31 (3e tijd)                                             |
| Wilma van Velsen                                               | 200m vlinder (v)           | serie                      | serie 3: 2.21,81 (7e tijd)                                             |
| Conny van Bentum Wilma van Velsen Reggie de Jong Annelies Maas | 4x100m vrij estafette (v)  | Brons                      | serie 1: 3.51,30 (1e tijd) finale: 3.49,51                             |